# Túmulo do Soldado Desconhecido (Atenas)

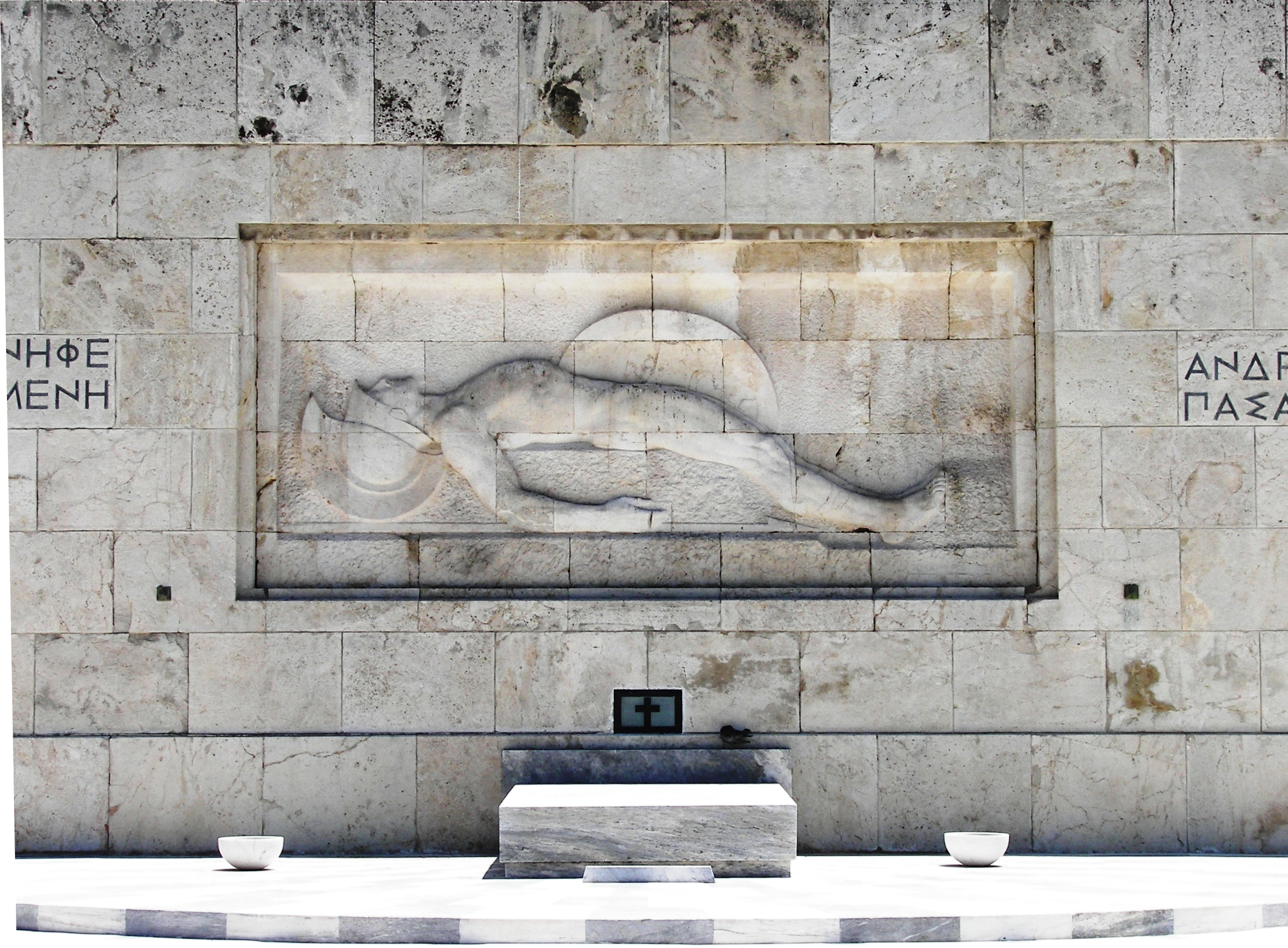
A Tumba

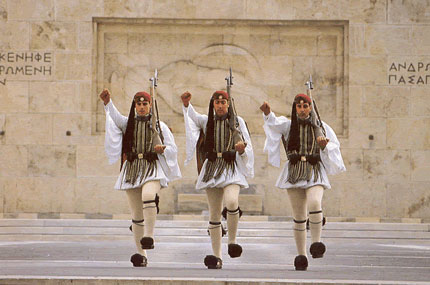
A troca da guarda em frente à Tumba do Soldado Desconhecido

A Tumba do Soldado Desconhecido é um cenotáfio existente em frente à sede do Parlamento grego, na Praça Sintagma, em Atenas, onde os evzones, soldados da Guarda Presidencial trajados em fardas históricas, fazem a vigília. Sua construção começou em 1929 e foi inaugurado em 25 de março de 1932.
O monumento é formado por um grande nicho onde está um baixo-relevo mostrando uma figura deitada de soldado grego da antiguidade. Ao pé está um altar e em ambos os lados diversas inscrições comemorativas.